# Billy-Chevannes
Billy-Chevannes település Franciaországban, Nièvre megyében. Lakosainak száma 316 fő (2022. január 1.). Billy-Chevannes Saxi-Bourdon, Frasnay-Reugny, Cizely, Saint-Benin-d’Azy, Saint-Firmin, Bona és Rouy községekkel határos.

## Népesség
A település népességének változása:
| Lakosok száma | 355  | 340  | 328  | 308  | 304  | 299  | 297  | 307  | 316  |
|               | 2013 | 2015 | 2016 | 2017 | 2018 | 2019 | 2020 | 2021 | 2022 |